# Strobilanthes acuminatus
Strobilanthes acuminatus är en akantusväxtart som beskrevs av T. Anders.. Strobilanthes acuminatus ingår i släktet Strobilanthes och familjen akantusväxter. Inga underarter finns listade i Catalogue of Life.